# Großsteingrab Kämmerich
Das Großsteingrab Kämmerich war eine megalithische Grabanlage der jungsteinzeitlichen Trichterbecherkultur bei Kämmerich, einem Ortsteil von Altkalen im Landkreis Rostock (Mecklenburg-Vorpommern). Es wurde Ende des 19. Jahrhunderts zerstört. Die genaue Lage des Grabes ist nicht überliefert. Auch über Ausrichtung, Maße und Typ liegen keine näheren Informationen vor.